# Kurr
Kurr (isl. gaworzenie) - debiutancki album islandzkiego żeńskiego kwartetu Amiina. Został wydany 21 marca 2007. Zawiera 12 utworów. Z tego albumu zostały wydane dwa single: Seoul (2006) i Hilli (At The Top of The World) 2007.

## Lista utworów
1. "Sogg" (2:50)
2. "Rugla" (3:59)
3. "Glámur" (5:50)
4. "Seoul" (6:56)
5. "Lúpína" (1:16)
6. "Hilli" (3:08)
7. "Sexfaldur" (4:47)
8. "Kolapot" (4:39)
9. "Saga" (0:41)
10. "Lóri" (4:14)
11. "Bláfeldur" (2:57)
12. "Boga" (9:10)